# Dragonfly (rymdsond)
Dragonfly är en drönare och rymdsond under utveckling av Johns Hopkins Applied Physics Laboratory. Farkostens syfte är att utforska ytan på Saturnus månen Titan. Uppskjutningen är planerad till juli 2028, med en Falcon Heavy-raket.

## Teknik och design
Dragonfly är en automatiserad helikopter som kommer drivas av en radioisotopgenerator och kommer flyga med hjälp av åtta motroterande propellrar.

## Instrument
- Mass Spectrometer (DraMS) - en masspektrometer för att studera kemiska samansättningar, utvecklad av NASA Goddard Space Flight Center och National Centre for Space Studies.[1]

- Drill for Acquisition of Complex Organics (DrACO) - en borrigg för att ta markprover, utvecklad av Honeybee Robotics.[1]

- Gamma-ray and Neutron Spectrometer (DraGNS) - en gamma och neutron spektrometer för att studera kemiska samansättningar, vecklad av Johns Hopkins APL och Lawrence Livermore National Laboratory.[1]

- Geophysics and Meteorology (DraGMet) - instrument för att studera geofysik och metrologi, vecklad av Johns Hopkins APL och Japan Aerospace Exploration Agency.[1]

- Dragonfly Camera Suite (DragonCam) - kamera för att studera Titan och Dragonfly.[1]